# استان زیرو
زیرو (Ziro) یکی از ۴۵ استان کشور بورکینافاسو است. در سال ۲۰۰۴، جمعیت این استان ۱۲۴،۰۰ نفر برآورد شد.